# Uyo
Uyo er den administrative hovedstad for delstaten Akwa Ibom i Nigerdeltaet i den sydøstlige del af Nigeria. Den har et areal på 115 km2 og en befolkning på omkring 309.573 indbyggere (2006) . Byområdet strækker sig ud over kommunegrænsen, så byområdet har i alt omkring 554.906 indbyggere. 
Byen har et universitet, University of Uyo (UNIUYO), tidligere University of Cross River State. Udenfor byen ligger flyvepladsen Akwa Ibom Airport.

## Eksterne kilder og henvisninger
1. ↑  "2006 Population Census Nigeria" (PDF). Arkiveret fra originalen (PDF) 10. marts 2016. Hentet 10. marts 2012.

5°2′6″N 7°55′30″Ø / 5.03500°N 7.92500°Ø